# Tilbagekobling
I kybernetik og kontrolteori er tilbagekobling en proces, hvor en vis del af det udgående signal fra et system sendes tilbage (tilbageføres) som indgående signal. Det gøres ofte med vilje for at styre systemets dynamiske adfærd. Tilbagekobling bruges på mange områder, hvor man beskæftiger sig med sammensatte systemer, som f.eks. ingeniørvidenskab, økonomi, økologi og biologi.

## Tilbagekoblingssløjfen
I diagrammer, som viser informationsstrømmen i et system, trækker man ofte en pil fra det indgående signal og gennem systemet til det udgående signal. Tilbagekobling vises ved en anden pil, der går fra det udgående signal uden for systemet til et sted, hvor det bliver et indgående signal. Det skaber en sløjfe i diagrammet, som kaldes en tilbagekoblingssløjfe. Det er vigtigt at forstå dette, for tilbagekoblingssløjfen er et velegnet sted at anbringe en kontrolmekanisme.

## Tilbagekoblingstyper
Tilbagekobling er enten negativ tilbagekobling, der fører til dæmpning af det udgående signal, eller positiv tilbagekobling, som forstærker det udgående signal. Hvis signalet bliver omvendt på vejen rundt i kontrolsløjfen, siger man, at systemet har negativ tilbagekobling, og ellers siger man, at tilbagekobling er positiv. Negativ tilbagekobling indsættes ofte bevidst for at øge systemets stabilitet og præcision, f.eks. sådan som det sker i en tilbagekobling-forstærker. Denne metode kan svigte, hvis det indgående signal skifter hurtigere end systemet kan besvare det. Når det forekommer, begynder den negative tilbagekobling at virke som positiv tilbagekobling, og det får det udgående signal til at svinge eller "fluktuere". Positiv tilbagekobling er normalt en uønsket side af systemets opførsel. Systemer med tilbagekobling lider ofte under "fluktuering", som er en oscillation (svingning) i det udgående signal, der skyldes ukorrekt indstillet modtagelse af først positiv og senere negativ tilbagekobling. Hos mekaniske apparater kan fluktueringer blive så alvorlige, at de ødelægger apparatet.
Biologiske systemer har mange slags regulerende sløjfer, heriblandt nogle med positiv og negativ tilbagekobling. Positiv og negativ siger ikke, at tilbagekobling har positive eller negative slutvirkninger. Den negative tilbagekobling sløjfe virker ved at hæmme en proces, mens den positive virker ved at fremme den.

## Tilbagekobling i elektronik
Tilbagekobling bruges i mange elektroniske og andre tekniske apparater.
Den mest almindelige all-round styreenhed er en proportional-integral-derivativ enhed. Hver fase i PID-enheden håndterer en side af tidsrækkefølgen. Proportionalfasen tager sig af systemets nuværende tilstand, integralfasen tager sig af dets fortid, og den derivative fase forsøger at forudse og tage sig af systemets fremtid.
Et velkendt eksempel på ukontrolleret, positiv tilbagekobling findes hos elektronisk udstyr, der kan begynde at hyle. Det sker i højttalersystemet, hvis lyden fra højttaleren når mikrofonen, hvor den bliver forstærket af systemet og returnerer dertil med endnu større styrke. Ved et enkelt gennemløb af sløjfen er denne virkning ikke til at høre, men den bliver alvorlig, når signalet passerer gennem systemet igen og igen.

## Tilbagekobling i økonomi
Et system, der er tilbøjeligt til fluktuationer, er aktiemarkedet. Det har både positive og negative tilbagekoblingsmekanismer. Når f.eks. aktiekurserne stiger, tror mange, at de sikkert stiger endnu mere, og det giver investorerne lyst til at købe (positiv tilbagekobling). Men de høje priser på aktier og bevidstheden om, at de må nå et toppunkt, afskrækker nogle fra at købe (negativ tilbagekobling). Når kurserne begynder at falde markant, vil nogle investorer forvente yderligere fald og afholde sig fra at købe (positiv tilbagekobling), mens andre netop vil købe, eftersom aktierne bliver billigere og billigere (negativ tilbagekobling).

## Tilbagekobling i naturen
I biologiske systemer som f.eks. organismer, økosystemer eller biosfæren må de fleste faktorer holdes under kontrol inden for et snævert spillerum på begge sider af et bestemt, gunstigt niveau under givne, miljømæssige vilkår. Afvigelser fra den optimale størrelse hos den kontrollerede faktor kan stamme fra ændringer i det indre eller ydre miljø. Størrelsen af den faktor, der skal fastholdes, registreres af et modtagesystem og sendes videre til en reguleringsenhed via en informationskanal.
Eksempel: Hvis et træ bliver påkørt og mister et stort stykke bark, bliver skaden straks registreret af træet og formidlet videre til depoter af stivelse. Her sætter beskeden nogle enzymer i gang med at omdanne stivelse til sukker. Sukkeret bliver derefter flyttet hen umiddelbart bag såret. Her bliver noget af det brugt som energikilde, mens andet bliver behandlet af nye enzymer, der omdanner det til salte af fenoler. Disse bliver transporteret ud i de yderste, endnu levende celler bag såret, og her omdanner et tredje sæt enzymer metalfenolerne til rene fenoler. De forgifter cellerne, men også de svampe, der er på vej ind i cellerne. Resultat: Fjenderne er bekæmpet og en midlertidig balance er oprettet, sådan at træet kan begynde at reparere skaden.
Tilbagekobling og styring er indbyrdes forbundne. Negativ tilbagekobling hjælper med til at fastholde stabilitet i et system på trods af ydre omskiftelser. Den er forbundet med homøostase. Positiv tilbagekobling forstærker muligheder for skift (udvikling, nye målsætninger), den er betingelsen for ændring, evolution, vækst, og den giver systemet evnen til at nå frem til nye balancepunkter.
Enhver selvregulerende, naturlig proces omfatter tilbagekobling og er tilbøjelig til fluktuation. Et velkendt eksempel inden for økologi er svingningerne i lemmingbestandene på grund af forskelle i fødegrundlaget.
Sammenlign: Feedforward

## Tilbagekobling i organisationer
Når en organisation prøver at forbedre sin præstation, hjælper tilbagekobling den til at udføre de nødvendige tilpasninger.
Eksempler på tilbagekobling i organisationer:
- Aktionærmøder
- Evalueringer
- Finansiel revision
- Kundeundersøgelser
- Succesbedømmelse